# Javier Gómez Santander
Javier Gómez Pérez (Peñacastillo, Cantabria, 1983), conocido como Javier Gómez Santander, es un periodista, presentador de televisión y guionista español.

## Biografía profesional
Javier Gómez Santander es licenciado en Periodismo.
Aunque comenzó su carrera profesional periodista, pronto se pasó a la radio, trabajando durante dos años, entre 2004 y 2006, como becario de la Cadena SER. En el verano de 2006, fichó por National Geographic donde pasó a formar parte del grupo de montaje entonces en proceso previo a las primeras emisiones de Frank de la Jungla.
Apareció por primera vez en televisión en 2006.
En enero de 2011 cambió de programa, para ser colaborador de Al rojo vivo donde elaboraba y presentaba una sección llamada Así lo ve Gómez.
A partir de enero de 2012 dirigió y presentó, solo de voz, La Sexta columna.
Abandonó el periodismo por la escritura de guiones. Desde 2017 es el jefe de guionistas de la serie La casa de papel, de la que también fue coproductor ejecutivo. Al término de esta serie, abandonó la productora Vancouver Media.
Como novelista, publicó en 2015 El crimen del vendedor de tricotosas, una cómica novela negra.